# Crupies
Crupies é uma comuna francesa na região administrativa de Auvérnia-Ródano-Alpes, no departamento de Drôme. Estende-se por uma área de 13,16 km². Em 2010 a comuna tinha 101 habitantes (densidade: 7,7 hab./km²).